# Uroleucon astronomus
Uroleucon astronomus är en insektsart. Uroleucon astronomus ingår i släktet Uroleucon och familjen långrörsbladlöss. Inga underarter finns listade i Catalogue of Life.